# Xu Shixiao
Dans ce nom chinois, le nom de famille, Xu, précède le nom personnel.
Pour les articles homonymes, voir Xu.
Xu Shixiao (en chinois : 徐诗晓), née le 16 février 1992, est une céiste chinoise. Elle remporte l'or olympique en C2 - 500 m à Tokyo en 2021.

## Carrière
Lors des Championnats du monde de course en ligne de 2019, elle remporte la médaille d'or avec Sun Mengya sur le C2 - 500 m. Aux Jeux olympiques d'été de 2020, Xu Shixiao remporte l'or sur le C2 - 500 m avec Sun en 1 min 55 s 495 devant les Ukrainiennes et les Canadiennes.

## Palmarès

### Jeux olympiques
- médaille d'or en C2 - 500 m aux Jeux olympiques d'été de 2020 à Tokyo

### Championnats du monde
- médaille d'or en C2 - 500 m aux Championnats du monde de course en ligne de 2019 à Szeged
- médaille d'or en C2 - 500 m aux Championnats du monde de course en ligne de 2012 à Dartmouth

### Jeux asiatiques
- médaille d'or en C2 - 500 m aux Jeux asiatiques de 2018 à Jakarta